# Âmes à la mer
Pour plus de détails, voir Fiche technique et Distribution.
Âmes à la mer (Souls at Sea) est un film américain réalisé par Henry Hathaway, sorti en 1937, d'après l'histoire de Ted Lesser.
Inspiré d'un fait authentique, ce film produit par la Paramount Pictures voulait concurrencer Les Révoltés du Bounty.

## Synopsis
Taylor, un marin, a été contacté, en raison de son passé, par les autorités pour infiltrer le milieu des esclavagistes. À bord d'un navire, il a une altercation avec un sympathisant des négriers, à la suite de laquelle le bateau prend feu. Il organise l'évacuation et ordonne à l'équipage de sauter. La femme qu'il aime le dénonce alors aux autorités et un procès s'ouvre.

## Fiche technique
- Titre original: Souls at Sea
- Titre français : Âmes à la mer
- Réalisation : Henry Hathaway, assisté d'Hal Walker (non crédité)
- Scénario : Grover Jones, Richard Talmadge et Dale Van Every, d'après une histoire de Ted Lesser
- Direction artistique : Roland Anderson et Hans Dreier
- Décors : A. E. Freudeman
- Costumes : Edith Head
- Photographie :  Charles Lang
- Son : Harry Mills, John Cope
- Montage : Ellsworth Hoagland
- Musique : W. Franke Harling et Milan Roder
- Effets visuels : Gordon Jennings
- Production : Adolph Zukor
- Production exécutive : William LeBaron
- Société de production : Paramount Pictures, Inc.
- Société de distribution : Paramount Pictures, Inc.
- Pays d’origine : États-Unis
- Langue originale : anglais
- Format : noir et blanc — 35 mm — 1,37:1 — son Mono (Western Electric Mirrophonic Recording)
- Genre : drame, Film d'aventures
- Durée : 92 min
- Dates de sortie : 
  - États-Unis : 3 septembre 1937
  - États-Unis : 13 octobre 1937

## Distribution
- Gary Cooper : le capitaine Michael "Nuggin" Taylor
- George Raft (VF : Robert Ancelin) : le marin Powdah
- Frances Dee : Margaret Tarryton
- Henry Wilcoxon : le lieutenant Stanley Tarryton
- Harry Carey : le capitaine du William Boyd
- Olympe Bradna : Babsie
- Robert Cummings : George Martin
- Porter Hall : le procureur
- George Zucco : Barton Woodley
- Virginia Weidler : Tina
- Joseph Schildkraut : Gaston de Bastonnet
- Gilbert Emery : Le capitaine Martisel
- Lucien Littlefield : le père de Tina
- Paul Fix : Le violoniste
- Tully Marshall : Pecora
- Monte Blue : le maître d'équipage
- Stanley Fields : le capitaine Paul M. Granley
- Robert Barrat : le pasteur

Acteurs non crédités
- Arthur Blake : le premier ministre
- Wilson Benge : un docteur
- Davison Clark : un huissier
- Ethel Clayton : une passagère
- Clyde Cook : Hendry, le cocher
- Fay Holden : Mme Martin
- Rollo Lloyd : Parchy, un marin du bateau d'esclaves
- George MacQuarrie : un docteur
- Lon McCallister : le garçon de cabine
- Lee Shumway : un marin
- Colin Tapley : Donaldson
- Luana Walters : Eloise
- Robert Warwick : le vice-amiral